# Emily, lejos de casa
Emily, lejos de casa es el segundo libro de la serie de Emily, de la autora canadiense Lucy Maud Montgomery, más conocida por su otra serie Ana de las Tejas Verdes. 

## Introducción
Cuando L. M. Montgomery comenzó a escribir sobre Emily, estaba cansada de escribir sobre Ana y decidió crear una nueva heroína. La escritora estuvo recopilando documentación basada en sus propios diarios juveniles, es por ello que la trilogía de Emily presenta un carácter mucho más autobiográfico que el resto de sus obras.
Al igual que Montgomery, Emily debe luchar para lograr ascender el simbólico Sendero Alpino, y llegar a ser escritora.

## Argumento
Emily está en edad de asistir a la escuela secundaria de Shrewsbury, a donde todos sus amigos van a acudir, sin embargo la severa tía Elizabeth sólo la dejará asistir si abandona su absurda afición a la escritura.
Finalmente Emily y su tía llegaran a un acuerdo, la joven asistirá a la escuela secundaria, siempre y cuando durante el tiempo que estudie allí, no escriba nada que no sea verdad. Emily tendrá que luchar contra sus impulsos y mantenerse fiel a la promesa de no escribir nada ficticio, aun así comenzará a ver publicados sus primeros poemas y comenzará a escribir para el periódico local.
También gracias a Emily y sus «poderes psíquicos» logrará a ayudar a encontrar a un niño desaparecido. Al igual que ayudar a Teddy a que su madre le permita asistir a la escuela secundaria, después de un desafortunado y aterrador incidente, cuando Emily se queda encerrada durante la noche en la iglesia de Blair Water.
Además Emily deberá sobrevivir a la convivencia en Shrewsbury con la tía Ruth, a la envidia y los problemas que le causa una compañera de clase, averiguar por qué es rechazada como miembro de la asociación literaria y salir airosa de una difícil situación llena de habladurías y venenosas calumnias, después de que Ilse, Perry, Teddy y ella se vieran obligados a pasar la noche solos en una casa para guarecerse de una horrible tormenta de nieve.
Al final del libro, Emily deberá decidir si aceptar una magnífica oportunidad que le brinda el destino y que probablemente cambiará su vida para siempre.

## Adaptaciones

### Series de televisión
La novela fue adaptada en la serie de televisión Emily of New Moon en 1998 por Salter Street Films y la CBC Television.

### Animación
En 2007 se comenzó a emitir un anime en Japón, llamado Kaze no Shoujo Emily inspirado en las novelas.